# Censorinus
Censorinus (3. század) késő ókori római nyelvtudós.

## Élete
Priscianus doctissimus artis grammaticaenek nevezte, s említette egy De accentibus című munkáját, amely nem maradt fenn. De die natali című, fennmaradt munkáját 238-ban írta a gazdag és előkelő Quintus Caerrelliusnak névnapi ajándékul. Ebben az asztrológia hatását, az emberi életnek a csillagoktól való függését tárgyalta Bérósszosz alapján. A műben ezen kívül történelmi feljegyzések is vannak, jórészt Suetonius munkáira támaszkodva.

## Magyarul
- A születésnap; ford., tan., jegyz. Forisek Péter, névmutató Kerepeszki Róbert; Attraktor, Máriabesnyő-Gödöllő, 2005 (Fontes historiae antiquae)